# Tasmina Ahmed-Sheikh
Tasmina Ahmed-Sheikh, née le 5 octobre 1970 à Londres, est une femme politique britannique du Parti national écossais (SNP) et avocate de profession.
Elle est élue membre de la Chambre des Communes lors des élections générales de 2015 le 7 mai de cette année, pour la circonscription Ochil and South Perthshire, qu'elle remporte face à Gordon Banks MP du Parti travailliste du Royaume-Uni.